# Nouvelles Annales du Muséum d'Histoire Naturelle
Nouvelles Annales du Museum d'Histoire Naturelle (abreviado Nouv. Ann. Mus. Hist. Nat.) fue una revista ilustrada con descripciones botánicas que fue editada por el Museo Nacional de Historia Natural de Francia. Se publicaron 4 números desde el año 1832 hasta 1835.